# Альвандабад
Альвандабад (перс. الونداباد) — село в Ірані, у дегестані Рудшур, у Центральному бахші, шахрестані Зарандіє остану Марказі. За даними перепису 2006 року, його населення становило 46 осіб, що проживали у складі 10 сімей.

## Клімат
Середня річна температура становить 17,09 °C, середня максимальна – 36,28 °C, а середня мінімальна – -5,04 °C. Середня річна кількість опадів – 239 мм.
| Клімат поселення                              | Клімат поселення | Клімат поселення | Клімат поселення | Клімат поселення | Клімат поселення | Клімат поселення | Клімат поселення | Клімат поселення | Клімат поселення | Клімат поселення | Клімат поселення | Клімат поселення | Клімат поселення |
| Показник                                      | Січ.             | Лют.             | Бер.             | Квіт.            | Трав.            | Черв.            | Лип.             | Серп.            | Вер.             | Жовт.            | Лист.            | Груд.            |                  |
| Середній максимум, °C                         | 11,40            | 14,18            | 18,47            | 25,18            | 30,28            | 35,48            | 36,28            | 35,32            | 31,01            | 24,22            | 17,76            | 11,49            |                  |
| Середня температура, °C                       | 3,19             | 5,98             | 10,24            | 16,96            | 22,05            | 27,26            | 30,18            | 29,20            | 24,90            | 18,11            | 11,65            | 5,38             |                  |
| Середній мінімум, °C                          | −5,04            | −2,25            | 2,03             | 8,76             | 13,84            | 19,04            | 24,07            | 23,10            | 18,78            | 12,00            | 5,54             | −0,74            |                  |
| Норма опадів, мм                              | 36               | 34               | 42               | 27               | 19               | 4                | 1                | 1                | 1                | 16               | 24               | 34               |                  |
| Середньомісячна швидкість вітру, м/с          | 1.42             | 2.10             | 2.64             | 3.10             | 2.90             | 2.84             | 2.98             | 2.84             | 2.38             | 2.13             | 1.91             | 1.50             |                  |
| Середньомісячна сонячна радіація, кДж/м²·день | 9310             | 12005            | 14541            | 18110            | 22139            | 26043            | 25778            | 23422            | 19829            | 14697            | 10966            | 8832             |                  |
| --------------------------------------------- | ---------------- | ---------------- | ---------------- | ---------------- | ---------------- | ---------------- | ---------------- | ---------------- | ---------------- | ---------------- | ---------------- | ---------------- | ---------------- |
| Джерело:                                      |                  |                  |                  |                  |                  |                  |                  |                  |                  |                  |                  |                  |                  |